# Sandra McDermot
Sandra McDermot es una deportista canadiense que compitió en natación sincronizada. Ganó una medalla de bronce en el Campeonato Mundial de Natación de 1978, en la prueba de equipo.

## Palmarés internacional
| Campeonato Mundial | Campeonato Mundial      | Campeonato Mundial | Campeonato Mundial |
| Año                | Lugar                   | Medalla            | Prueba             |
| ------------------ | ----------------------- | ------------------ | ------------------ |
| 1978               | Berlín Occidental (RFA) | Medalla de bronce  | Equipo             |